# Седем (вестник)
Вижте пояснителната страница за други значения на Седем.
„Седем“ е български седмичник с десен политически профил, издаван от „14 декември“ ООД
Изданието излиза в печатен формат през 2003 г. като близък до Съюза на демократичните сили. След 2004 г., когато Иван Костов основава Демократи за силна България, изданието започва да минава като по-близко до ДСБ. Последният брой на печатното издание излиза през юни 2011 г. Спира да излиза поради липса на средства за издаването му.
Първият му главен редактор е Едвин Сугарев, а в екипа са още Явор Дачков, Люба Кулезич, Ани Илков и други поддръжници на синята идея.
Вестникът е издаван от „14 декември“ ООД на бизнесмена Георги Стефанов и от Славчо Христов.
Между 2004 и 2007 г. вестникът отстоява позициите на ДСБ срещу клиентелизма и подмяната на демократични ценности, олицетворявани от бившия столичен кмет Стефан Софиянски. Изданието е остър критик на тройната коалиция и на лидера на ГЕРБ Бойко Борисов още от времето, което той е главен секретар на МВР.